# Planetari Eise Eisinga
El Planetari Eise Eisinga (neerlandès: Koninklijk Eise Eisinga Planetarium) és un planetari del segle xviii ubicat a Franeker, Frísia, Països Baixos. Va ser construït per Eise Eisinga, un astrònom aficionat. És actualment un museu i està obert al públic. El planetari està inclòs dintre dels 100 llocs del patrimoni Neerlandès des de 1990 i, el desembre de 2011, va ser nominat com a candidat a Patrimoni de la Humanitat. És el planetari més antic i en ús del món.

## Història
El planetari va ser construït de 1774 a 1781 per Eise Eisinga. Està inclòs com a Monument Nacional dels Països Baixos, número 15668. Va ser nominat el 12 de desembre de 2011 pel govern neerlandès per l'estatus de Patrimoni de la Humanitat de la UNESCO, per la seva llarga història com a planetarium en ús obert al públic i el seu continu esforç per conservar el seu patrimoni.

## Planetari

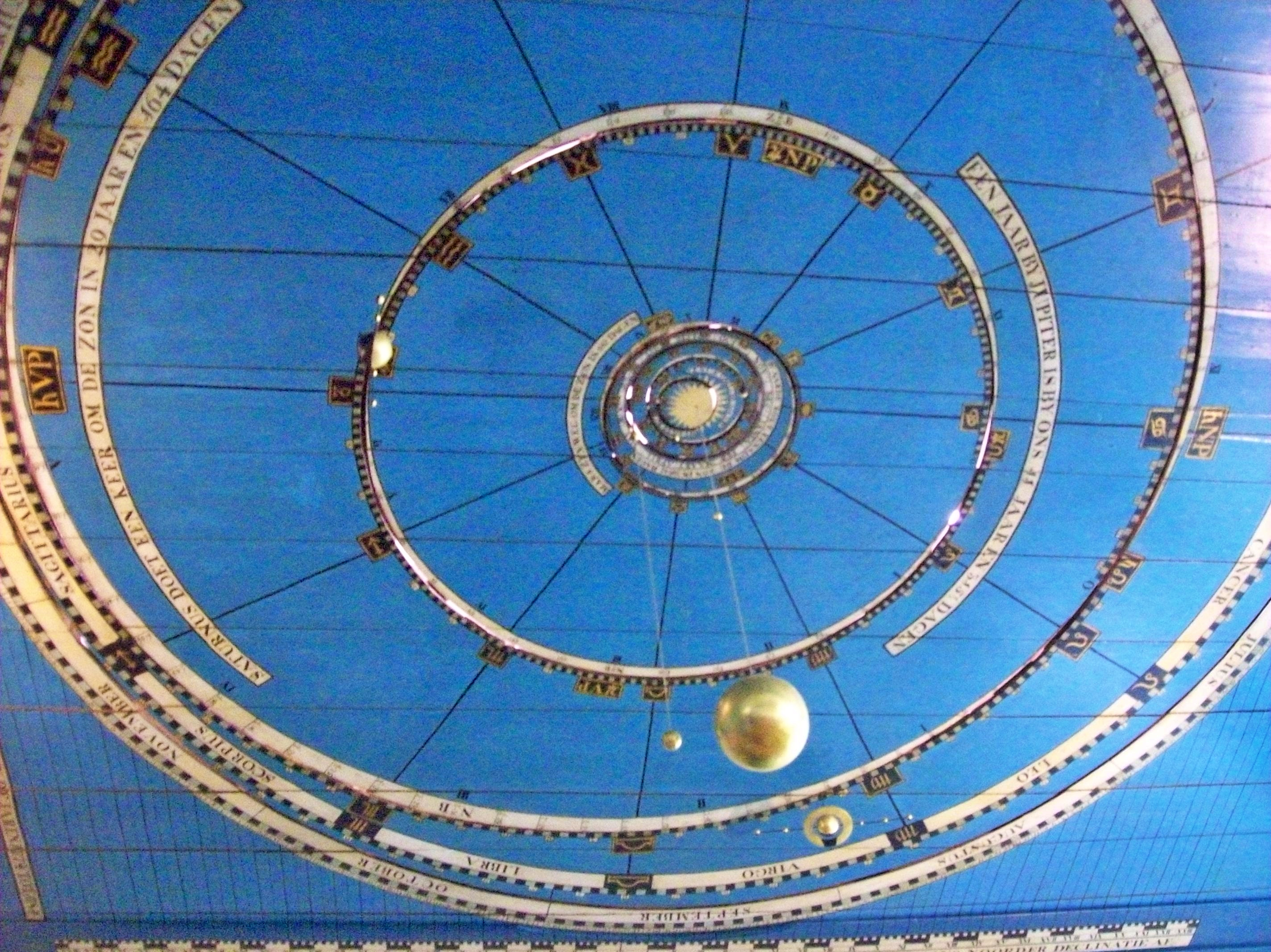
El planetari

Un planetari és un model actiu del sistema solar. La "cara" del model mira cap avall des del sostre utilitzat en la seva sala d'estar, i la majoria dels moviments mecànics en l'espai es fan per sobre del sostre. És conduït per un rellotge de pèndola, el qual té 9 pesos o basses. Els planetes es mouen al voltant del model en temps real, automàticament, encara que es fa un lleu reajust manualment cada quatre anys per compensar el 29 de febrer d'un any de traspàs. El planetari inclou una pantalla amb el temps actual i data. El tauler amb els números d'any escrits damunt es reemplaçat cada 22 anys.
El Planetari Eise Eisinga és el més antic en ús de tot el món. Per crear els engranatges pel model, van ser utilitzats 10.000 claus. A més del bàsic planetari, hi ha pantalles de la fase lunar i altres fenòmens astronòmics.
El planetari va ser construït a una escala d'1:1,000.000.000.000 (1 mil·límetre: 1 milió de quilòmetres).